# جغرافيا أوكرانيا

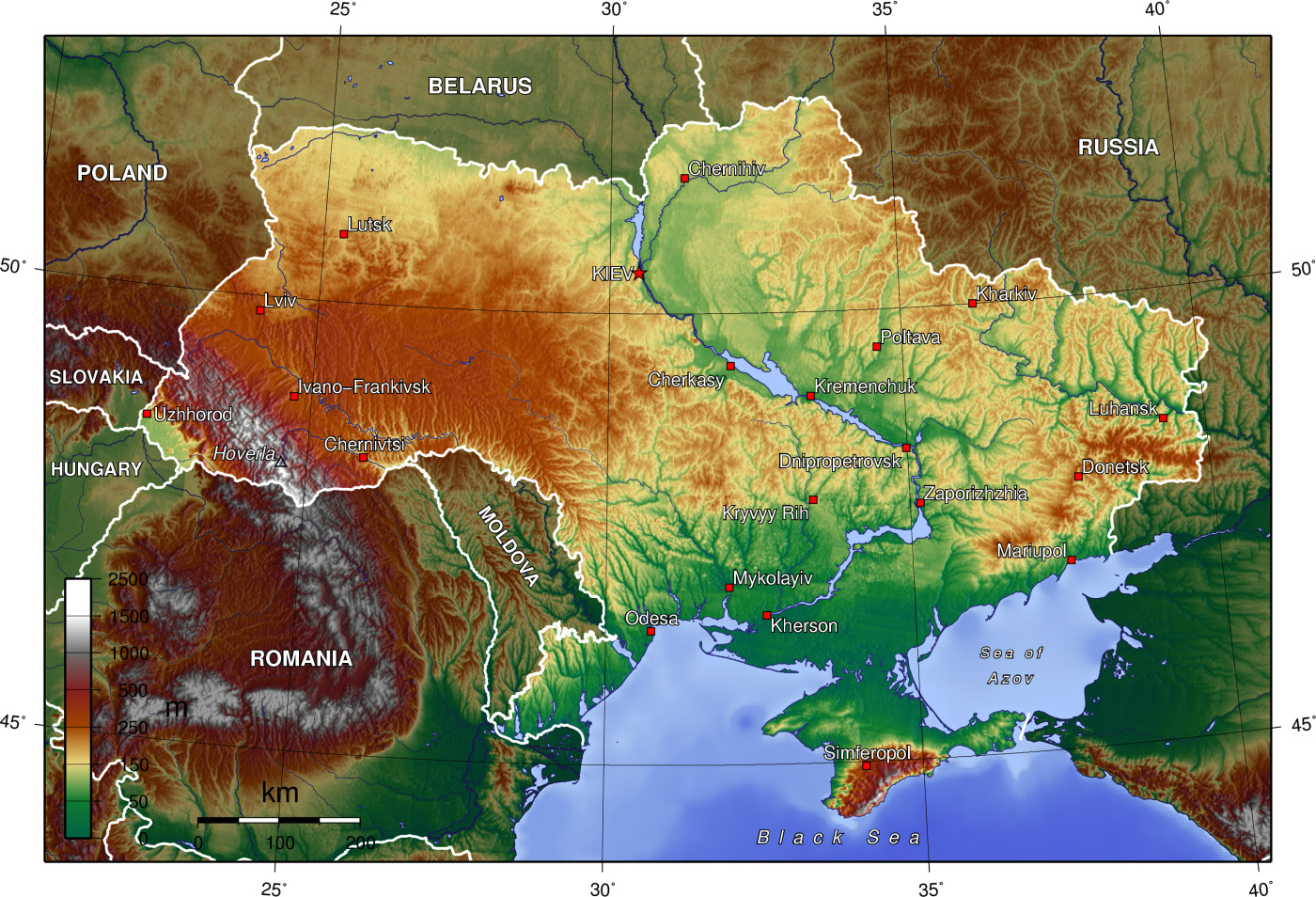
الخريطة المجسمة

جغرافية أوكرانيا تختلف اختلافا كبيرا من منطقة واحدة من بلد إلى آخر، مع الغالبية العظمى من البلاد الواقعة ضمن عادي شرق أوروبا. وأوكرانيا هي ثاني أكبر بلد من حيث المساحة في أوروبا بعد روسيا الاتحادية. في مختلف المناطق لديها ميزات جغرافية متنوعة بدءا من المرتفعات إلى السهول فضلا عن مجموعة المناخية ومجموعة متنوعة واسعة في المساحة البحرية.

## الموقع الجغرافي
أوكرانيا لديها موقع استراتيجي في شرق ووسط أوروبا، وتقع على السواحل الشمالية للبحر الأسود وبحر آزوف، و تقع على الحدود مع عدد من الدول الأوروبية بولندا وسلوفاكيا والمجر في الغرب وروسيا البيضاء في الشمال ومولدوفا ورومانيا في الجنوب غرب وروسيا في الشرق. معظم أراضيها يضع ضمن العظمى الأوروبية عادي، في حين أجزاء من المناطق الغربية تصل إلى بانونيا عادي. وتقع الشواطئ الجنوبية ل شبه جزيرة القرم داخل منطقة إحيائية شبه الاستوائية الفريدة التي يتم فصلها عن معظم أوكرانيا من قبل مجموعة من جبال القرم. بشكل عام يتم تقسيم أوكرانيا بين اثنين من المناطق الأحيائية الغابات المختلطة نحو منتصف القارة والمراعي نحو المطلة على البحر الأسود. المناطق الغربية تقع في البلد مثل جبال الألب التي تهيمن عليها جبال الكاربات.
الجزء الشمالي من جبال الكاربات تصل إلى أوكرانيا في الجزء الغربي من البلاد. أعلى قمة هي Hoverla ، والذي هو 2061 متر أو 6762 قدم طويل القامة. يتم أخذ أكثر من منطقة في أوكرانيا بنسبة المنطقة مثل السهوب شمالي البحر الأسود. وتنقسم أوكرانيا تقريبا في النصف بحلول نهر دنيبرو الذي يخترق أوكرانيا الشمال إلى الجنوب. أنه يصب في البحر الأسود، إلى الغرب من شبه جزيرة القرم وبالقرب من مصبات الأنهار وعلة Dnister . الحدود مع روسيا هو أطول حدود البلاد، وأنه يمر عبر بحر آزوف.

## الأرض

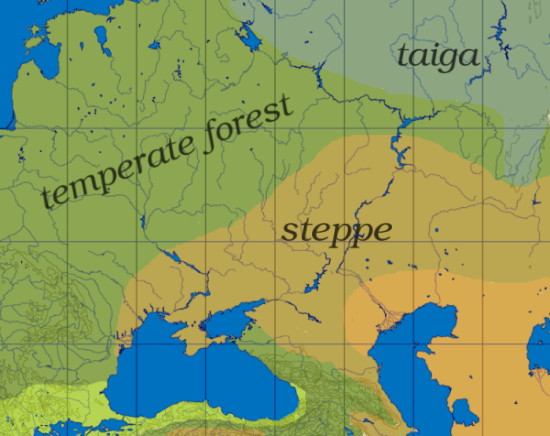
تصوير تقريبي من منطقة إحيائية ق شمال الكذب الأسود وبحر قزوين البحار. الحزام الأخضر مشرق التحليق في البحر الأسود الساحل الجنوبي، وتمتد غربا، ويدل على منطقة من شبه المدارية.

إجمالي المساحة الجغرافية من أوكرانيا هو 603550 كيلومتر مربع ( 233030 ميل مربع). الحدود البرية في أوكرانيا يبلغ 4,558 كم ( 2,832 ميل). أطوال الحدود مع كل بلد هي : روسيا البيضاء 891 كيلومترا ( 554 ميل)، المجر 103 كيلومتر ( 64 ميل) ومولدوفا 939 كيلومترا ( 583 ميل)، بولندا 428 كيلومترا ( 266 ميل)، على مسافة 169 رومانيا ( 105 ميل) في الجنوب و 362 كيلومترا ( 225 ميل) من الغرب وروسيا 1,576 كيلومتر ( 979 ميل)، و سلوفاكيا على بعد 90 كيلومترا ( 56 ميل). يحدها أوكرانيا أيضا 3,783 كم ( 2,351 ميل) من الساحل.
يتكون معظم أوكرانيا من السهول الخصبة (أو السهوب ) والهضاب. من حيث استخدام الأراضي، ويعتبر 58 ٪ من الأراضي الصالحة للزراعة أوكرانيا؛ يستخدم 2 ٪ للمحاصيل دائمة، و 13 ٪ لل مراعي دائمة، و 18٪ هي الغابات والأحراج، و 9 ٪ هو الآخر.
الجبال تقتصر على الغرب، في الطرف الجنوبي من أوكرانيا في شبه جزيرة القرم، وبالقرب من بحر آزوف. المنطقة الغربية لديها جبال الكاربات وشبه جزيرة القرم لديه جبال القرم، و بعض الجبال المتآكلة من دونتس ريدج في الشرق بالقرب من بحر آزوف. يقع أعلى ارتفاع في أوكرانيا في ذروة جبل Hoverla وهو 2,061 متر ( 6,762 قدم) فوق مستوى سطح البحر.

## الارتفاع
يتكون معظم أوكرانيا من السهول منتظمة مع متوسط ارتفاعها عن سطح البحر 175 متر يجري (574 قدم). أنها محاطة الجبال إلى الغرب وأقصى الجنوب. وتقع مساحات واسعة من السهول في البلاد في الجزء الجنوبي الغربي من سهل شرق أوروبا. السهول والمرتفعات دينا العديد من الأراضي المنخفضة الناجمة عن تبلور قاعدة متفاوتة من craton شرق أوروبا. تتميز المرتفعات بواسطة صخور ما قبل الكمبري من درع الأوكرانية.

### السهول

#### غرب أوكرانيا
- فوهلونيا-بوديلا المرتفعات
  - فوهلونيا المرتفعات
  - بوديلا المرتفعات
  - الآخرين (Roztochia، Opillia، لفيف بلاتو)
- Pokuttia-بيسارابيا المرتفعات
- سان Dnister الفجوة (سان Dnister المرتفعات، سان الأراضي المنخفضة، دنيستر الأراضي المنخفضة)
- ترانسكارباثيان السهول
- Polissian السهول

#### وسط أوكرانيا
- دنيبر المرتفعات
- نهر دنيبر السهول
- Polissian السهول

#### شرق أوكرانيا
- المركزي الروسي المرتفعات
- دونتس ريدج
- زابوريزهيا ريدج

#### جنوب أوكرانيا
- آزوف المرتفعات
- البحر الأسود السهول في الجنوب
- آزوف السهول
- القرم الأراضي المنخفضة

### الجبال
- جبال الكاربات
- جبال القرم

## الهيدروغرافيا

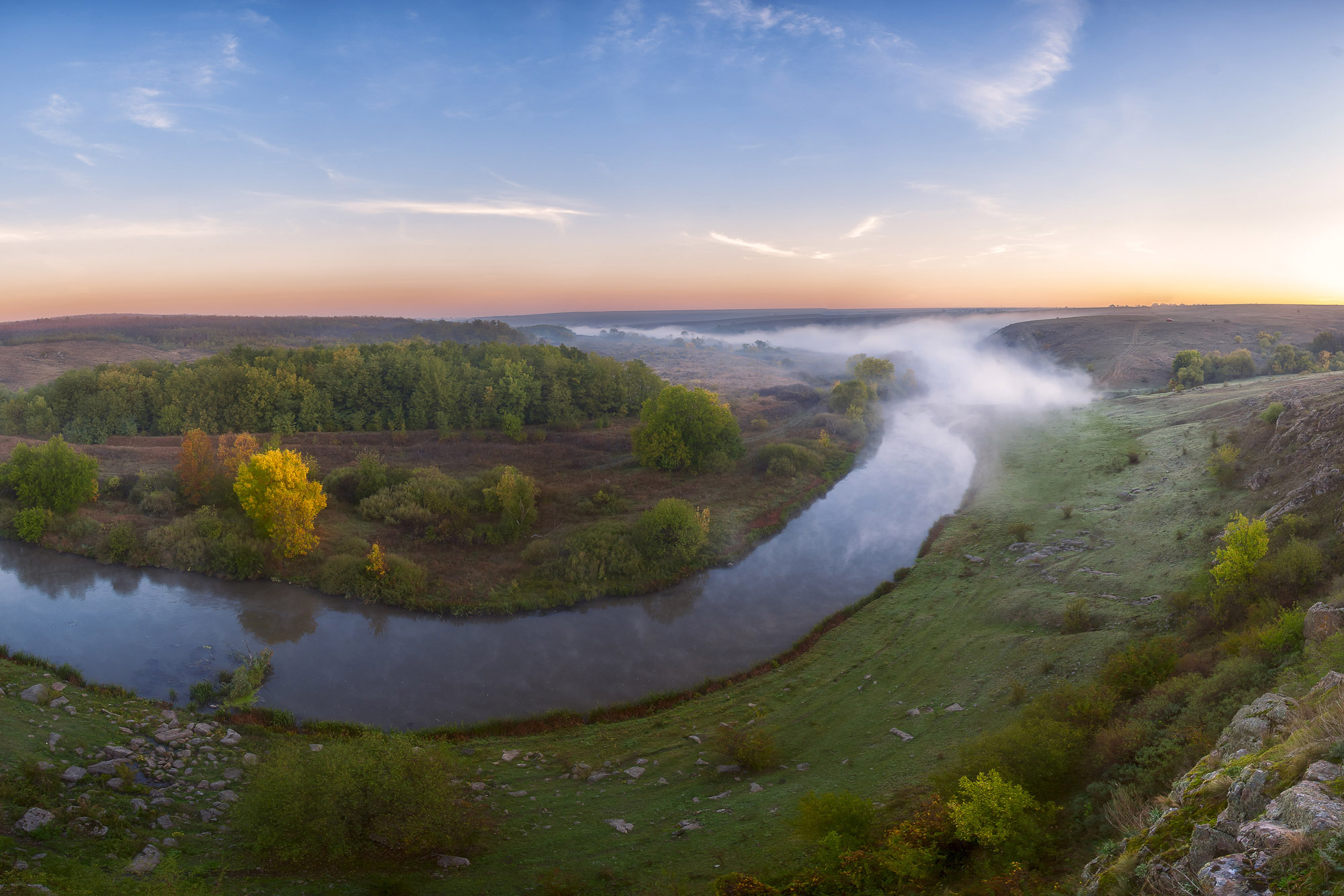
النهر Kalmius، دونيتسك

يحدها أراضي أوكرانيا من مياه البحر الأسود وبحر آزوف. 90٪ من الأنهار هي جزء من أحواض الصرف تلك البحار اثنين. وهناك عدد قليل الأنهار هي جزء من حوض بحر البلطيق. هناك سبعة أنهار رئيسية في أوكرانيا: ديسنا، دنيبرو، Dnister، الدانوب، Prypiat، Siverian دونتس، وجنوب بوه.

## المناخ
أوكرانيا لديها المناخ القاري المعتدل مع شتاء بارد وصيف دافئ نسبيا. فقط ساحل شبه جزيرة القرم جنوب أوكرانيا لديها مناخ شبه استوائي رطب. تتأثر المناخات أوكرانيا من الهواء الرطب من المحيط الأطلسي. يتم توزيع الهطول في أوكرانيا بشكل غير متناسب، مع معظم الوقوع في الغرب والشمال، وأقل من ذلك بكثير الوقوع في شرق وجنوب شرق البلاد. يونيو ويوليو وعادة ما تكون أشهر بللا، في حين فبراير هو عادة الأكثر جفافا. وينترز تختلف من بارد على طول ساحل البحر الأسود إلى بارد أبعد الداخلية؛ الصيف الحار في الجزء الأكبر من البلاد، وتميل إلى أن تكون ساخنة جدا في الجنوب.

## الموارد الطبيعية
وتشمل الموارد الطبيعية الهامة في أوكرانيا: خام الحديد والفحم والمنغنيز، الغاز الطبيعي، النفط، الملح، الكبريت، الجرافيت، والتيتانيوم، والمغنيسيوم، والكاولين، والنيكل، والزئبق، والأخشاب، والأراضي الصالحة للزراعة.

## القضايا البيئية
أوكرانيا لديها العديد من الاهتمامات البيئية. بعض المناطق تفتقر إلى إمدادات كافية من المياه الصالحة للشرب. يؤثر تلوث الهواء والمياه في البلاد، فضلا عن إزالة الغابات، والتلوث الإشعاعي في شمال شرق الناجمة عن حادث تشيرنوبيل في 1986 محطة للطاقة النووية.

## وصلات خارجية
- (بالإنجليزية) (باللاتينية) General Depiction of the Empty Plains (in Common Parlance, the Ukraine) Together with its Neighboring Provinces by Guillaume Le Vasseur de Beauplan, 1648
- Zastavnyi, F. D. Physical geography of Ukraine: lowlands and uplands of Ukraine. "Heohrafiya".